# Oncino
Oncino là một đô thị tại tỉnh Cuneo trong vùng Piedmont của Italia, vị trí cách khoảng 60 km về phía tây nam của Torino và khoảng 45 km về phía tây bắc của Cuneo. Tại thời điểm ngày 31 tháng 12 năm 2004, đô thị này có dân số 93 người và diện tích là 48,6 km².
Đô thị Oncino có các frazioni (đơn vị cấp dưới, chủ yếu là các làng) Villa, Ruata, Ruera, Serre, Saret, Sant'Ilario, Arlongo, Paschie', Tirolo, Bigorie, Chiottivà Porcili.
Oncino giáp các đô thị: Casteldelfino, Crissolo, Ostana, Paesana, Pontechianale và Sampeyre.